# 斎藤宮内
斎藤 宮内 （さいとう くない、生没年不詳）は、江戸時代前期の武士。高家・吉良家の家老。『赤城年鑑』にある吉良家からの届書の花押から、諱は忠長（ただなが）と推定されている。
赤穂事件の頃、吉良家の家老職にはこの斎藤と小林平八郎・左右田孫兵衛・松原多仲の4名がおり、斎藤はその中でも150石取りの筆頭家老の地位にあった。しかし吉良屋敷討入り当日は4家老のうち、討ち死にした小林平八郎、負傷した松原多仲、吉良家改易後吉良義周に付き従って信濃国諏訪藩の預り所までお供した左右田孫兵衛に比べ、当日は無傷で具体的な行動や消息がわからない。
なお、斎藤は討入り後の12月16日に吉良義央の首級が納められた泉岳寺から吉良の首を返還され受け取っている。
また、吉良家家臣団に斎藤十郎兵衛（取次15両3人扶持・討ち入り時に負傷）、斎藤清左衛門（中小姓6両・討ち入り時に戦死）という者がいることが確認できるが、子息か親族であると考えられる。墓所は西尾市花岳寺。

## 創作・逸話
忠臣蔵などの芝居（ドラマ・映画など）では、吉良屋敷討入り当日は長屋の壁を壊して逃げたとも、赤穂浪士にお茶を出して機嫌をとったとも脚色され、不名誉な逸話が多い。改易後は消息が知れない斎藤宮内は不忠の臣と見なされた。赤穂義士に「家老のほか通行すべからず」という貼り紙を逃げた穴に貼られたなどとする小説もある。
実際の史料では、『米沢塩井家文書』によると、斎藤は吉良家菩提寺の万昌院を通じて大目付・仙石久尚に願い出て、泉岳寺の石獅、一呑の両名から義央の首をもらい受けたと記されており、臆病かはさておきそれなりに主家のための行動はできる能吏であったようである。